# Podstawka (piwo)

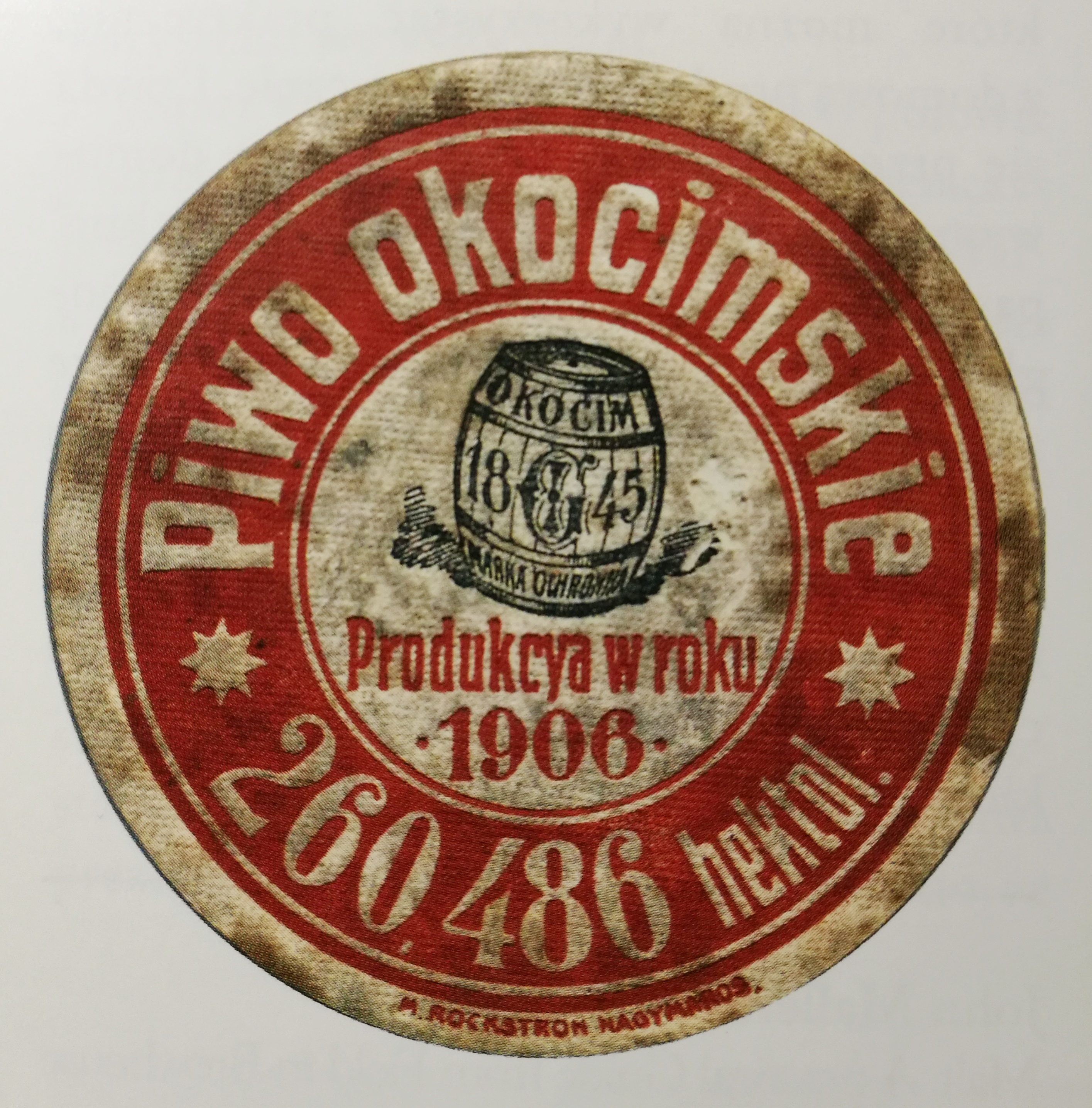
Jedna z najstarszych polskich podstawek pod piwo (z kolekcji Mateusza Gębickiego)

Podstawka (żargonowo wafel) – rodzaj tekturowej podkładki pod kufel lub szklankę do piwa.
Z racji swojego kształtu, a także struktury materiału (mało zwarta tektura) oraz jego koloru (często bladożółty lub beżowy) podstawka w żargonie kolekcjonerów określana jest mianem wafla.

## Historia
Podstawki początkowo wyrabiane były z blachy, fajansu lub porcelany, a ich zadaniem była ochrona blatów stołów przed ciężkimi kuflami i zalaniem piwem. W 1892 r. Robert Sputh z Drezna opatentował podstawkę tekturową, na której z czasem browary lub piwiarnie zaczęły umieszczać swoją reklamę. Podstawki miały pierwotnie zwykle kształt okrągły lub kwadratowy. Z czasem zaczęły pojawiać się podstawki o bardziej wymyślnych kształtach. Obecnie podstawki stanowią przedmiot kolekcjonerski birofilów-tegestologów. Historycy piwowarstwa polskiego nie są w stanie jednoznacznie określić która podstawka pojawiła się w Polsce jako pierwsza, ale w zbiorach tegestologów znajdują się polskie podstawki z początku XX w.
Standardowe zastosowanie podstawki dzięki rozkładanej, dużej powierzchni zostaje znacznie rozszerzone. Opatentowane (nr patentu w UP RP 207865) rozwiązanie umożliwia zamieszczenie znacznie obszerniejszego przekazu, umieszczenie dodatkowej wartości dodanej, np. gier towarzyskich, planów miast, map turystycznych, przewodników, itp.